# Mas del Barrufet (Reus)
El Mas del Barrufet o el Mas del metge Barrufet és un edifici del municipi de Reus (Baix Camp), situat a la partida de la Raureda, al sud de la carretera de Tarragona, situat entre l'antic mas de Bofarull i l'antic mas de la Roureda, a la zona del nou complex urbanístic del Tecnoparc, i inclòs en l'Inventari del Patrimoni Arquitectònic de Catalunya.

## Descripció
És un edifici aïllat de planta baixa, dos pisos i terrat. La façana sud té un pis més amb terrat i totes les obertures cegues. Presenta una composició simètrica a partir de les obertures de la planta baixa. Semipilars de pedra artificial ordenen les quatre façanes en compartiments, amb buits en cadascun d'ells. Tant les portes com les finestres tenen arc carpanell molt rebaixat amb motllures emmarcant els muntants i les llindes. En el segon pis hi ha una galeria correguda de pilars de maons que separa els buits, alguns d'ells cecs. Presenta una barana massissa coronant l'edifici. L'edifici estava en estat ruïnós, però el 2010 va ser restaurat per la International Nut and Dried Fruit (INC), que l'ha adaptat i n'ha fet la seva seu.

## Història
Aquest mas era propietat del Doctor Pere Barrufet Puig, destacat membre del Foment Nacionalista Republicà, i home d'un conseqüent catalanisme progressiu. Barrufet fou un dels més important promotors d'unes reunions de metges anomenades "la Xeringa" que editaren anualment un opuscle, "Memorial de la Xeringa", sempre en català.